# Hans Neufeldt
Hans Adolph Neufeldt (* 12. September 1874 in Elbing; † 17. März 1963 in Heikendorf) war ein deutscher Ingenieur. Er schuf das einst größte elektrotechnische Unternehmen der Provinz Schleswig-Holstein. Außerdem unterstützte er zahlreiche Erfindungen in der Unterwasserschall-, Regel- und Fernübertragungstechnik während ihrer Entwicklung zum marktreifen Produkt.

## Ausbildung
Hans Neufeldt kam aus einer Familie von Mennoniten. Friedrich II. hatte die Vorfahren nach 1772 im Delta der Weichsel angesiedelt. Sein Vater Heinrich Adolph Neufeldt (* 11. März 1848 in Elbing; 10. September 1930 in Meran) war verheiratet mit Marie-Louise, geborene Bohne (* 28. August 1851 in Aschersleben; † 3. Dezember 1902 in Berlin-Friedenau). Heinrich Adolph Neufeldt hatte in Elbing in Werk für Blechwaren und Emaille. Nach der Gründung des Deutschen Reiches 1871 stellte er unter anderem neue Litermaße her und beschäftigte 800 Personen.
Neufeldt ging auf die Oberrealschule von Elbing, die sich in der Kalkscheunenstraße befand. In den Schulferien bekam er in der Fabrik seines Vaters eine erste handwerkliche Ausbildung. Er verließ die Schule ohne Abschluss und begann am 2. Januar 1891 im Unternehmen seines Vaters eine Ausbildung. Später wechselte er zur Eisengießerei Tyssen in Elbing. Am 1. Januar 1891 begann er ein Volontariat bei Erdmann & Kircheit in Aue, die Maschinen für die Blechbearbeitung produzierten. Im April 1893 reiste er mit seinem Vater zur World’s Columbian Exposition nach Chicago.
1893 verkaufte Heinrich Adolph Neufeldt die Firma in Elbing und erwarb Anteile an einem Fahrradhersteller in Freiburg im Breisgau. Am 31. August 1893 bestand Hans Neufeldt bei der Firma A. Beyerle in Aue die Gesellenprüfung. Ferienarbeit leistete er bei mehreren metallverarbeitenden Unternehmen in Gaggenau, Freiburg und Chemnitz. Am 15. März 1894 legte er in Kassel das Einjährigen-Examen ab. Bis zum Oktober 1895 lernte er danach an der Ingenieurschule von Hildburghausen. Nach einem Studium der Elektrotechnik an der Technischen Hochschule Charlottenburg 1896/97 arbeitete er ab dem 1. November 1897 als Elektroingenieur bei der Kaiserlichen Werft Kiel.

## Unternehmensgründung
Im Frühjahr 1899 eröffnete Neufeldt gemeinsam mit dem Kaufmann Karl Kuhnke die Firma Neufeldt & Kuhnke (N & K) mit Sitz in Kiel. Es handelte sich um ein „Technisches Bureau, verbunden mit Werkstätten für Ausführung elektrotechnischer Anlagen“. Die Unternehmer hatten eine eigene Gießerei und 20 Angestellte, die überwiegend Installationsmaterial produzierten. Darüber hinaus installierten sie Anlagen auf Schiffen und bauten Beleuchtungs- und Übertragungsanlagen.
Neufeldt hatte bereits während seiner Zeit auf der Werft mit den Land- und Seekabelwerken aus Köln-Nippes und zwei elektrotechnischen Fabriken aus Berlin zusammengearbeitet. In Kiel vertrat er diese Unternehmen nun. Bis 1904 richtete sein Unternehmen elektrische „Blockstationen“ für einzelne Kieler Häuserblocks ein. Hinzu kamen mehrere Elektrizitätswerke, darunter in Hademarschen, Gettorf, Laboe, Hassee oder Schrevenborn. Ab 1904 verlegte sich der Schwerpunkt der Geschäfte auf Fernübertragungstechnik.
1903 trat Hans Usener in Neufeldts Unternehmen ein. Usener hatte wichtige Patente und wurde 1907 Teilhaber des Unternehmens, das auch aufgrund der eigenen Produktion schnell führend wurde. In den Gebäuden der Fabrik erfand Hermann Anschütz-Kaempfe, der 1908 ausschied, den Kreiselkompass. Oskar Martienssen forschte danach an diesem Kompass weiter. Neufeldt gründete mindestens 13 Gesellschaften, mit denen er die Produktion ausbaute. Sie spiegelten die jeweiligen Schwerpunkte der unternehmerischen Tätigkeit wider:
- 1905 entstand gemeinsam mit L. v. Bremen die „Hanseatische Apparatebau-Gesellschaft vormals L. v. Bremen & Co. m. b. H.“ Die Firma konstruierte den sogenannten „Tiefseetaucher“ und stellte diesen her. 1937 fusionierte sie mit Neufeldt & Kuhnke zur Hagenuk.
- Von 1906 bis 1916 hatten Neufeldt & Kuhnke eine Gießerei mit Howaldt.
- 1911 entstand die „Signal-Gesellschaft“, die zumeist Unterwasserschallgeräte entwickelte.
- 1911 gründete Neufeldt gemeinsam mit den Bergmann Elektrizitätswerken aus Berlin und der Firma Nissen aus Hamburg die „Schiffsunion“. Diese führte Schiffsinstallationen aus.
- Die 1912 gegründete „Gesellschaft für nautische Instrumente“ versuchte, die Verwendung des Kreiselkompasses in der Tiefbohrtechnik voranzubringen.

1912 begann der Bau eines größeren Firmengebäudes am Ravensberg. Am 1. April 1913 zogen hier 300 Mitarbeiter ein. Während des Ersten Weltkriegs wuchs die Zahl der Angestellten stark. 1916 entstand die „Spreng- und Tauchgesellschaft“, im Folgejahr die „Flüssige Gase G. m. b. H.“ Das erste Unternehmen übernahm nach 1918 die Demontage der Festung Laboe und von Werftanlagen. Das zweite Unternehmen stellte Aufbewahrungsgefäße für Flüssggase her. 1918 gelang es Neufeldt, mit sozialem Einsatz, Unruhen in seinen Werken vorzubeugen.
Bei Ende des Ersten Weltkriegs beschäftigte Neufeldt 1300 Personen. Er versuchte, den Großteil der Arbeitsplätze zu erhalten, musste jedoch die Produktion neu ausrichten. Er legte die Verwaltungen aller Tochtergesellschaften zusammen und produzierte fortan Alltagsgegenstände, darunter Töpfe und Stiefel. Da ihm die Rohstoffe ausgingen, suchte Neufeldt neue Branchen. 1920 plante er, in der „Prothese G. m. b. h“ Prothesen zu produzieren. Da diese Produktion verstaatlicht wurde, scheiterte dieser Versuch.
Ab 1920 stellte Neufeldts Unternehmen Rohöl- und Drehstrommotoren her. Wachsende Bedeutung bekam eine Kooperation mit der Deutschen Reichspost im Bereich der Produktion von Tischtelefonen. Ab 1923 stellte das Unternehmen magnetische Kopfhörer und Rundfunkgeräte mit eingebautem Lautsprecher her, außerdem Regler, die konstante Spannungen in Kraftwerken sicherstellten, Fernzeiger für Kommando- und Fernmessanlagen auf Schiffen und um Bergbau, Heizungskomponenten für die Deutsche Reichsbahn und danach den Volksempfänger.

## Niedergang
Allen Bemühungen zum Trotz erwirtschaftete Neufeldt keine ausreichenden Gewinne. 1922 wurde das Unternehmen zu einer Kommanditgesellschaft mit der Essener Th. Goldschmid als Teilhaber. In den Folgejahren stellten die meisten Tochtergesellschaften ihre Geschäfte ein. Die Submarine Signal Company aus Boston übernahm 1923 die Signal-Gesellschaft. Aus ihr entstand 1926 die Electroakustik. Im selben Jahr endeten zwei während des Krieges gegründeten Gesellschaften. 1927 mussten Neufeldt und Kuhnke die Geschäftsführung an Th. Goldschmid abtreten und das Unternehmen verlassen.
Im Ruhestand suchte Neufeldt nach Gründen für das unternehmerische Scheitern mit seinen gut entwickelten Produkten. Er beschäftigte sich daher mit den Theorien von Karl Marx und Silvio Gesell. Dabei sagte ihm Gesells Auffassung des Schwundgeldes zu. Er erkannte auch, dass er zu viele Erfindungen unterstützt hatte, anstatt einzelne Geräte dauerhaft weiterzuverfolgen und einzuführen.

## Familie
Neufeldt heiratete am 25. November 1903 in Hamburg Elsabeth (Elsa) Emma Joanina Dahlström (* 22. April 1874 in Hamburg; † 13. Februar 1965 in Heikendorf). Seine Ehefrau war eine Tochter des Unternehmers Hermann Dahlström. Das Ehepaar hatte zwei Töchter und zwei Söhne.